# 浜嶋りな
浜嶋 りな（はましま りな、1996年1月14日 - ）は、日本のモデル、レースクイーン 、タレント。静岡県富士市出身。ネットアージュ所属。

## 人物
幼稚園教諭免許、保育士資格を持っており、幼稚園教諭、保育士として働いていたが、2019年に以前より憧れていたレースクイーンのオーディションを受け合格しSUPERGTのGT300 R`Qs Racing Girlsとしてデビューを果たす。

同時にラウンドガールや広告モデル、グラビア活動も行う。

2022年テレビ制作会社に就職するも2023年SUPERGT GT300 LEON RACING LADYとして活動を再開する。

2024年SUPERGT GT500 Weds Sport Racing Galsとして活動する。

特技はピアノ、歌、甲冑を着せること、ティラノサウルスのモノマネ。

趣味は音楽鑑賞、映画鑑賞。

血液型はA型。

身長170cm、スリーサイズはB89−W62−H90。

## 活動

### レースクイーン・レースアンバサダー
| 年     | カテゴリー          | チーム名                       | 共演メンバー                 |
| ------ | ------------------- | ------------------------------ | ---------------------------- |
| 2019年 | SUPER GT            | R`Qs Racing Girls              | 安西茉莉・徳成玲香・星美来   |
| 2019年 | SGT✖️DTM交流戦      | BMW mortorsports girl          |                              |
| 2019年 | 鈴鹿8時間耐久レース | Zaif NCXX racingレースクイーン |                              |
| 2023年 | SUPER GT            | LEON RACING LADY               | 広瀬晏夕・森本優香・KAKA     |
| 2024年 | SUPER GT            | Weds Sports Racing Gals        | 霧島聖子・名取くるみ・南真琴 |

## イベント
| 年     | イベント名               | 企業名等                           | 共演メンバー                                                                                             |
| ------ | ------------------------ | ---------------------------------- | --- |
| 2019年 | 東京ゲームショウ         | Intel                              | 有栖未桜・柊木里音                                                                                       |
| 2019年 | 東京モーターショー       | 三菱自動車                         | 安西茉莉・生田ちむ・すずきまなみ・三島千佳                                                               |
| 2020年 | ボディビル大会           | ランボルギーニエナジードリンクgirl | |
| 2020年 | 東京オートサロン         | ワイルドスピード                   | 日比ゆり                                                                                                 |
| 2022年 | 東京オートサロン         | ルノー・ジャポン                   | |
| 2023年 | Japan Mobility Show 2023 | 三菱自動車                         | 安西茉莉・長谷川せいら・藤森マリナ                                                                       |
| 2023年 | 東京ゲームショウ         | YAMAHA                             | |
| 2023年 | KEIRINグランプリ2023     | 前夜祭記者会見ユニフォームモデル   | |
| 2023年 | WPT TOKYO 2023           | ポーカー世界大会イメージガール     | 荒井つかさ・青木まりな・太田麻美・奥村美香・谷かえ・宮越愛恵・COCO                                       |
| 2024年 | 東京オートサロン         | KOYORAD                            | 岡本有紀                                                                                                 |
| 2024年 | P1CIRCUIT in INCHEON     | ポーカークィーン                   | さかいゆりや・佐々木萌香・渡川もも・友野ゆみ・益田アンナ・水瀬琴音                                       |
| 2024年 | 東京ゲームショウ         | MechaBREAK                         | 桐本瑤子・鹿乃つの・砂月馨・長瀬れな・平田れみ・みくる澪・南あみ・美羽えり・百野綾華・やんやん・iLU・rui |
| 2025年 | 東京オートサロン         | weds                               | 霧島聖子・名取くるみ・南真琴                                                                             |

### ラウンドガール
- 2019年プロフェッショナル修斗 ラウンドガール

## 雑誌
- GALS PARADISE（株式会社三栄）
- 2019年8月10日号 ベストカー GT-R 2020年モデル祭り！（講談社）
- 2019年10月 RIDERS CLUB（枻出版社）
- 住友生命冊子フェリーチェ メイクモデル

## 出演
- NHK土曜ドラマ デジタルタトゥー
- DMM TV ノブコフ吉村の『ラブヶ原 合コン大合戦 〜2023 冬の陣〜』[2]
- Lemino チュート徳井の恋する女のトリセツ
- 競輪配信アプリ　Tipstar
- VRグラビア　俺のVR OL編/放課後編

## 写真集
- デジタル写真集　RQlabo [3]
- デジタル写真集　浜嶋りな❤️　Digital Photo Book 044[4]

## 動画
- 君とすべりたい　浜嶋りな #01　台東区立金竜公園　複合遊具[動画 1]
- 君とすべりたい　浜嶋りな #02　受験生応援＊君はすべらない！　台東区立竹町公園[動画 2]
- すべり台探訪　浜嶋りな　目黒区中根公園　チューブすべり台[動画 3]

#### 動画
1. ↑  君とすべりたい　浜嶋りな #01｜台東区立金竜公園｜複合遊具 - YouTube2023年12月1日閲覧。
2. ↑  君とすべりたい　浜嶋りな #02｜受験生応援＊君はすべらない！｜台東区立竹町公園 - YouTube2024年1月5日閲覧。
3. ↑  すべり台探訪｜浜嶋りな｜目黒区中根公園｜チューブすべり台 - YouTube2024年5月10日閲覧。